# Dawid Bielawski
Dawid Sagitowicz Bielawski (ros. Давид Сагитович Белявский; ur. 23 lutego 1992 w Wotkińsku) – rosyjski gimnastyk, mistrz olimpijski z Tokio 2020, wicemistrz z Rio de Janeiro 2016 oraz olimpijczyk z Londynu 2012, mistrz świata i Europy.

## Udział w zawodach międzynarodowych

### Igrzyska olimpijskie
Trzykrotnie wystąpił na igrzyskach olimpijskich. W Londynie w 2012 zajął 5. miejsce w wieloboju indywidualnym i 6. w wieloboju drużynowym. Ponadto zakwalifikował się do finału ćwiczeń na koniu z łękami, który zakończył na 7. pozycji.
W Rio de Janeiro w 2016 zajął 4. miejsce w wieloboju indywidualnym oraz został wicemistrzem olimpijskim w wieloboju drużynowym. Ponadto zakwalifikował się do finałów ćwiczeń na koniu z łękami, który zakończył na 5. pozycji oraz ćwiczeń na poręczach, w której to konkurencji wywalczył brązowy medal.
W Tokio w 2021 został mistrzem olimpijskim w wieloboju drużynowym. Ponadto zakwalifikował się do finałów ćwiczeń na koniu z łękami, który zakończył na 4. pozycji oraz ćwiczeń na poręczach, w której to konkurencji zajął 5. miejsce.

### Inne zawody
Od 2010 bierze udział w każdych kolejnych mistrzostwach świata w gimnastyce sportowej. Czterokrotnie zdobył na nich medale: w wieloboju drużynowym srebro w 2018 oraz złoto w 2019 i konkurencjach indywidualnych srebro w ćwiczeniach na koniu z łękami i brąz w ćwiczeniach na poręczach (oba w 2017).
Na mistrzostwach Europy w gimnastyce sportowej zdobył 7 medali - 3 złote (ćwiczenia na koniu z łękami w 2017, wielobój drużynowy w 2018 i ćwiczenia na drążku w 2021), 3 srebrne (ćwiczenia na poręczach w 2018 i 2021 oraz wielobój indywidualny w 2021) i 1 brązowy (ćwiczenia na drążku w 2017).